# Анкрум, Моррис
Моррис Анкрум (англ. Morris Ankrum), полное имя Моррис Уинслоу Анкрум (англ. Morris Winslow Ankrum; 28 августа 1896 — 2 сентября 1964) — американский актёр и режиссёр театра, а также актёр кино и телевидения, более всего известный ролями в фильмах 1930-50-х годов.
За время своей кинокарьеры, охватившей почти 30 лет, Анкрум сыграл более чем в 150 фильмах, среди них киносериал про ковбоя Хопалонга Кэссиди (1936-1941), «Ночной кошмар» (1941), «Сказки Манхэттена» (1942), «Тридцать секунд над Токио» (1944), «Тонкий человек направляется домой» (1944), «Почтальон всегда звонит дважды» (1946), «Леди в озере» (1947), «Источник» (1949), «В укромном месте» (1950), «Проклятые не плачут» (1950), «Захватчики с Марса» (1953), «Веракрус» (1954), «Земля против летающих тарелок» (1956) и «Человек с рентгеновскими глазами» (1963).
В конце карьеры он играл регулярную роль судьи в популярном телесериале «Перри Мейсон» (1957-1964).

## Ранние годы жизни и театральная карьера
Моррис Анкрум родился 28 августа 1896 года в Данвилле, Иллинойс. (Согласно некоторым источникам, имя актёра при рождении — Моррис Нуссбаум (англ. Morris Nussbaum), однако эта информация не подтверждается официальными источниками). Ещё в юности Моррис влюбился в актёрскую игру, после того, как впервые попал на спектакль в одном из театров Чикаго.
До 1910 года Анкрум жил и учился в Данвилле, после чего вместе с матерью и сестрой переехал в Калифорнию, окончив школу в Лос-Анджелесе. После окончания Калифорнийского университета в Беркли с дипломом юриста, Анкрум сдал экзамен в Калифорнийскую ассоциацию адвокатов, а позднее стал помощником профессора экономики в Калифорнийском университете в Беркли. Во время работы в Университете Анкрум организовал там небольшой театр, что положило начало его театральной карьере.
После дебюта на сцене Северного театра Чикаго в спектакле «Зелёная богиня» в 1923 году Анкрум перебрался на Бродвей, где в течение последующие 15 лет сыграл в 11 спектаклях. Среди его работ на бродвейской сцене — спектакли «В соседней комнате» (1923-24), «Ганнеле» (1924) по пьесе Герхарта Гауптмана, «Синий Пётр» (1925), «Фонтан» (1925-26), «Слава Аллилуйя» (1926), «Хороший парень» (1926), «Боги молнии» (1928) по пьесе Максвелла Андерсона с Сильвией Сидни и комедия «Ковбой» (1929). Кроме того, в 1927 году Анкрум был одним из авторов успешной нью-йоркской комедии «Загадочный человек».
В 1930 году Анкрум вернулся на Западное побережье, где в течение пяти лет проработал заместителем директора Театра Пасадины. В этот период он играл и ставил десятки спектаклей, а также вёл преподавательскую деятельность. По словам Хэла Эриксона, «ученики восхищались им, среди них были будущие звёзды Роберт Престон и Рэймонд Бёрр». В 1934-35 годах Анкрум вновь играл на Бродвее в спектакле «За воротами» (1934-35), а в 1938-39 годах был продюсером и режиссёром бродвейских спектаклей «Пролог к славе» (1938) и «Большой удар» (1938-39). В 1939 году Анкрум также сыграл в нью-йоркском театре Mercury короля Генриха IV в спектакле Орсона Уэллса «Пять королей».
Затем Анкрум вернулся в Театр Пасадины, где проработал с перерывами до 1963 года. Кроме того, Анкрум ставил спектакли в театрах Калифорнийского университета, Такомы и Кармела. В течение двух лет он также был главой факультета драмы Калифорнийского университета в Лос-Анджелесе, а в начале 1940-х годов был одним из основателей труппы «Восемнадцать актёров» вместе с женой Джоан Уиллер и такими кинозвёздами, как Дэна Эндрюс, Виктор Джори и Морони Олсен.

## Карьера в кино
Анкрум начал кинокарьеру с эпизодических ролей в мелодраме «Воссоединение в Вене» (1933) и в музыкальной комедии «Вставай и пой!» (1934). В 1936 году Анкрум подписал контракт с Гарри Шерманом, продюсером киновестернов про Хопалонга Кэссиди, снявшись в течение пяти лет в тринадцати фильмах про этого героя. Как однажды заметил актёр, он «приехал в Голливуд в год вестернов и только вестернов». В нескольких фильмах киносериала про Хопалонга Кэссиди, в частности, «Хопалонг Кэссиди возвращается» (1936), «Пыль от следа» (1936), «Холмы Вайоминга» (1937) и «К северу от Рио-Гранде» (1937) Анкрум фигурировал в титрах под именем Стивен Моррис (англ. Stephen Morris). Однако, начиная с 1940 года, актёр уже играл только под именем Моррис Анкрум. Одну из лучших своих ролей этого периода Анкрум сыграл в вестерне «След бандита» (1941), где он был плохим парнем, который в конце исправляется, но его убивают, когда он помогает своему родственнику (Тим Холт) одержать верх в перестрелке с бандой.
С начала 1940-х годов Анкрум расширил свой актёрский диапазон. В 1942 году Анкрум сыграл одну из своих лучших ролей в биографическом фильме «Теннесси Джонсон» (1942) о президенте США Эндрю Джонсоне. В роли сенатора Джефферсона Дэвиса Анкрум проникновенно обращается к Сенату США после своей отставки с поста первого и единственного президента Конфедеративных штатов Америки. Анкрум также сыграл в таких хитовых фильмах, как романтическая комедия «Сказки Манхэттена» (1942) с Эдвардом Г. Робинсоном и Ритой Хейворт, семейный фильм «Человеческая комедия» (1943) с Микки Руни, который Анкрум однажды назвал своим любимым фильмом, военная драма «Тридцать секунд над Токио» (1944) со Спенсером Трейси, военная комедия «Послушай, рядовой Харгроув» (1944) с Робертом Уокером и музыкальный фильм «Девушки Харви» (1946) с Джуди Гарленд.
В 1940-е годы Анкрум также сыграл помощника окружного прокурора в одном из первых фильмов нуар «Ночной кошмар» (1942), был судьёй в фильме нуар «Почтальон всегда звонит дважды» (1946), а также появился в нуарах «Леди в озере» (1947) и «Высокая стена» (1947). В 1950 году Анкрум сыграл ещё в трёх фильмах нуар — «Проклятые не плачут» (1950), где он был отцом главной героини (Джоан Кроуфорд), который живёт в бедном посёлке нефтяников в Техасе, «В укромном месте» (1950), где он был коллегой главного героя, киносценариста в исполнении Хамфри Богарта, и «Саутсайд 1-1000» (1950). В последнем фильме, по мнению Хэннсберри, Анкрум сыграл свою лучшую нуаровую роль «больного, стареющего заключённого с Библией, которую он использует для нелегальной передачи фальшивых плат для печати денег навещающему его лже-священнику». Анкрум также сыграл в фильмах нуар «Пограничная линия» (1950) с Фредом Макмюррем, «Завтра будет новый день» (1951) со Стивом Кокраном, «Из-за тебя» (1952) с Лореттой Янг, «Побег из тюрьмы» (1955) с Уильямом Бендиксом, «Женщина без мужчин» (1955) с Мэри Виндзор и «Смерть негодяя» (1958) с Джорджем Сэндерсом.
В 1950-е годы Анкрум также сыграл в многочисленных вестернах, среди них «Веракрус» (1954) с Гэри Купером и Бёртом Ланкастером, «Апач» (1954), снова с Ланкастером, «Серебряная жила» (1954), «Королева скота из Монтаны» (1954), где он был отцом главной героини (Барбары Стэнвик), «Пройти по гордой земле» (1956), где он сыграл одного из многочисленных генералов в своей карьере, а также «Оружие на границе» (1958).
Однако, по мнению многих критиков, в 1950-е годы Анкрум больше всего запомнился ролями в низкобюджетных научно-фантастических фильмах, таких как «Ракета Икс-Эм» (1950), «Полёт на Марс» (1951), где он сыграл марсианина, «Красная планета Марс» (1952), где он был министром обороны США, «Захватчики с Марса» (1953), где он был армейским офицером, «Земля против летающих тарелок» (1956), где он был генералом, и «С Земли к Луне» (1958). Он также сыграл психиатра в культовой фантастической классике «Кронос» (1957), был генералом в фантастическом хорроре «Начало конца» (1957) и генерал-лейтенантом ещё в одном фантастическом хорроре «Гигантский коготь» (1957).
В 1960-е годы Анкрум сыграл в фантастической ленте «Самый опасный человек на свете» (1961), фильме ужасов «Лондонский Тауэр» (1962), фантастическом триллере «Человек с рентгеновскими глазами» (1963) и вестерне «Дьявольские стрелки» (1965).

## Карьера на телевидении
В 1951 году Анкрум начал работать на телевидении «сыграв в бесчисленных телесериалах, главным образом, в вестернах», таких как «Хопалонг Кэссиди» (1952-54, 2 эпизода), «Шайенн» (1956-61, 4 эпизода), «Маверик» (1957-60, 2 эпизода), «Стрелок» (1959-61, 2 эпизода), «Дни в долине смерти» (1959, 2 эпизода), «Сыромятная плеть» (1959-61, 2 эпизода) и «Бронко» (1958-61, 5 эпизодов). Начиная с 1957 года и вплоть до своей смерти в 1964 году, Анкрум был судьёй в 22 эпизодах судебного сериала «Перри Мейсон».

## Актёрское амплуа и оценка творчества
В 1920-30-е годы Анкрум сделал успешную театральную карьеру на Бродвее и в Театре Пасадины, сыграв более чем в 250 бродвейских спектаклях. В середине 1930-х годов Анкрум стал сниматься в кино, начав с ролей в вестернах про популярного героя Хопалонга Кэссиди. В начале 1940-х годов Анкрум отошёл от этого жанра, «сосредоточившись на характерных ролях, таких как священники, отцы семейств, бизнесмены, а также злодеи». Благодаря суровому облику и жёстко прочерченным чертам Анкрум стал получать роли второго плана в качестве решительных представителей власти, учёных, военных (особенно, армейских офицеров), судей, банкиров и даже психиатров. Как отметил Хэл Эриксон, «с рублеными чертами лица и густыми бровями, в 1940-е годы актёр процветал в сильных характерных ролях, обычно, отрицательных персонажей. Однако к 1950-м годам Анкрум перешёл на „официальные“ роли в научно-фантастических фильмах и телепрограммах».

## Личная жизнь
В 1935 году Анкрум женился на актрисе Джоан Уилер, с которой прожил до своей смерти. У пары было двое детей — Дэвид (1947), который стал актёром, и Кэрри.

## Смерть
В конце августа 1964 года Энкрам заболел трихинеллёзом. Неделю спустя, 2 сентября 1964 года он умер в больнице Пасадины.

## Фильмография
| Год       |     | Русское название                                      | Оригинальное название                           | Роль                                                            |
| --------- | --- | ----------------------------------------------------- | ----------------------------------------------- | --------------------------------------------------------------- |
| 1933      | ф   | Воссоединение в Вене                                  | Reunion in Vienna                               | музыкант (в титрах не указан)                                   |
| 1934      | ф   | Вставай и пой!                                        | Stand Up and Cheer!                             | корреспондент «Вашингтон пресс» (в титрах не указан)            |
| 1936      | ф   | Хопалонг Кэссиди возвращается                         | Hopalong Cassidy Returns                        | Блэки Фелтон (как Стивен Моррис)                                |
| 1936      | ф   | Пыль дорог                                            | Trail Dust                                      | Текс Андерсон (как Стивен Моррис)                               |
| 1937      | ф   | Приграничная зона                                     | Borderland                                      | Локо, он же Фокс (как Стивен Моррис)                            |
| 1937      | ф   | Холмы Старого Вайоминга                               | Hills of Old Wyoming                            | Эндрюс (как Стивен Моррис)                                      |
| 1937      | ф   | К северу от Рио-Гранде                                | North of the Rio Grande                         | Генри Стоунхэм (как Стивен Моррис)                              |
| 1937      | ф   | Долина угонщиков скота                                | Rustlers' Valley                                | Глен Рэндалл (как Стивен Моррис)                                |
| 1940      | ф   | Схватка                                               | The Showdown                                    | Барон Рендор                                                    |
| 1940      | ф   | Свет западных звёзд                                   | The Light of Western Stars                      | Нэт Хейворт                                                     |
| 1940      | ф   | Бак Бенни снова в седле                               | Buck Benny Rides Again                          | второй преступник                                               |
| 1940      | ф   | Рыцари равнины                                        | Knights of the Range                            | Геймкок                                                         |
| 1940      | ф   | Черокский выступ                                      | Cherokee Strip                                  | Хоук Барретт                                                    |
| 1940      | ф   | Трое мужчин их Техаса                                 | Three Men from Texas                            | Брюс Морган                                                     |
| 1941      | ф   | Обречённый караван                                    | Doomed Caravan                                  | Стивен Весткотт                                                 |
| 1941      | ф   | Окружение                                             | The Roundup                                     | Парентесис                                                      |
| 1941      | ф   | В старом Колорадо                                     | In Old Colorado                                 | Джо Уэйлер                                                      |
| 1941      | ф   | Приграничные вигиланты                                | Border Vigilantes                               | Дэн Форбс                                                       |
| 1941      | ф   | Пираты на конях                                       | Pirates on Horseback                            | Эйс Гибсон                                                      |
| 1941      | ф   | Широко открытый город                                 | Wide Open Town                                  | Джим Стюарт                                                     |
| 1941      | ф   | Эта женщина – моя                                     | This Woman Is Mine                              | Руссел                                                          |
| 1941      | ф   | Бандитская тропа                                      | The Bandit Trail                                | Ред Хэггерти                                                    |
| 1941      | ф   | Ночной кошмар                                         | I Wake Up Screaming                             | помощник окружного прокурора                                    |
| 1941      | ф   | Дорожный агент                                        | Road Agent                                      | Большой Джон Морган                                             |
| 1941      | ф   | За здоровье мисс Бишоп                                | Cheers for Miss Bishop                          | профессор на слушаниях Минны (в титрах не указан)               |
| 1942      | ф   | Загони их, ковбой                                     | Ride 'Em Cowboy                                 | Эйс Андерсон                                                    |
| 1942      | ф   | Рокси Харт                                            | Roxie Hart                                      | Мартин С. Харрисон                                              |
| 1942      | ф   | Десять джентльменов из Уэст-Пойнта                    | Ten Gentlemen from West Point                   | Вуд                                                             |
| 1942      | ф   | Сказки Манхэттена                                     | Tales of Manhattan                              | судья Том Барнс                                                 |
| 1942      | ф   | Любовь Эдгара Алана По                                | The Loves of Edgar Allan Poe                    | мистер Грэм                                                     |
| 1942      | ф   | Время убивать                                         | Time to Kill                                    | Александер Морни                                                |
| 1942      | ф   | Воссоединение в Париже                                | Reunion in France                               | Мартин                                                          |
| 1942      | ф   | Теннесси Джонсон                                      | Tennessee Johnson                               | Джефферсон Дэвис                                                |
| 1942      | ф   | Путь на Омаху                                         | The Omaha Trail                                 | подручный Джоб                                                  |
| 1943      | ф   | Южанин Дуган                                          | Dixie Dugan                                     | редактор                                                        |
| 1943      | ф   | Лучшие ножки вперед                                   | Best Foot Forward                               | полковник Харкрайдер                                            |
| 1943      | ф   | Свинговая лихорадка                                   | Swing Fever                                     | Дэн Конлон                                                      |
| 1943      | ф   | Я сделал это                                          | I Dood It                                       | Бринкер                                                         |
| 1943      | кор | Приманка для дураков                                  | Sucker Bait                                     | агент ФБР                                                       |
| 1943      | ф   | Небесное тело                                         | The Heavenly Body                               | доктор Грин                                                     |
| 1943      | ф   | Свист в Бруклине                                      | Whistling in Brooklyn                           | Блейк, редактор газеты (в титрах не указан)                     |
| 1943      | ф   | Лотарингский крест                                    | The Cross of Lorraine                           | полковник Дема (в титрах не указан)                             |
| 1943      | ф   | Давай посмотрим правде в глаза                        | Let's Face It                                   | человек в кафе (в титрах не указан)                             |
| 1943      | ф   | Задание в Бретани                                     | Assignment in Brittany                          | Стенгер (в титрах не указан)                                    |
| 1943      | ф   | Человеческая комедия                                  | The Human Comedy                                | мистер Бофрер (в титрах не указан)                              |
| 1944      | ф   | Нормирование                                          | Rationing                                       | мистер Морган                                                   |
| 1944      | ф   | Встречи с людьми                                      | Meet the People                                 | Монте Роуленд                                                   |
| 1944      | ф   | Брак – это частное дело                               | Marriage Is a Private Affair                    | Эд Скофилд                                                      |
| 1944      | ф   | Джентльмен Варварского берега                         | Barbary Coast Gent                              | Алек Видер                                                      |
| 1944      | кор | Тёмные тени                                           | Dark Shadows                                    | лейтенант полиции Пэт Маккей                                    |
| 1944      | ф   | Нежная Энни                                           | Gentle Annie                                    | Помощник шерифа Гэнсби                                          |
| 1944      | ф   | Тридцать секунд над Токио                             | Thirty Seconds Over Tokyo                       | адмирал Уильям Ф. Хэлси, капитан «Хорнета» (в титрах не указан) |
| 1944      | ф   | Кисмет                                                | Kismet                                          | посланец халифа (в титрах не указан)                            |
| 1944      | кор | Важный бизнес                                         | Important Business                              | армейский офицер (в титрах не указан)                           |
| 1944      | кор | Главная улица сегодня                                 | Main Street Today                               | мэр Чарли Максвелл (в титрах не указан)                         |
| 1944      | ф   | Слушай, рядовой Харгроув                              | See Here, Private Hargrove                      | полковник Форбс (в титрах не указан)                            |
| 1945      | ф   | Тонкий человек едет домой                             | The Thin Man Goes Home                          | Уиллоуби                                                        |
| 1945      | ф   | Скрытый глаз                                          | The Hidden Eye                                  | Феррис                                                          |
| 1945      | ф   | Приключение                                           | Adventure                                       | мистер Ладлоу, фермер (в титрах не указан)                      |
| 1946      | ф   | Девушки Харви                                         | The Harvey Girls                                | преподобный Клэггетт                                            |
| 1946      | ф   | Храбрость Лесси                                       | Courage of Lassie                               | фермер Крюз                                                     |
| 1946      | ф   | Нелепое чудо                                          | The Cockeyed Miracle                            | доктор Уилсон                                                   |
| 1946      | ф   | Леди в озере                                          | Lady in the Lake                                | Юджин Грейсон                                                   |
| 1946      | ф   | Почтальон всегда звонит дважды                        | The Postman Always Rings Twice                  | судья (в титрах не указан)                                      |
| 1946      | ф   | Зелёные годы                                          | The Green Years                                 | доктор Гелбрейт (в титрах не указан)                            |
| 1947      | ф   | Могучий Макгурк                                       | The Mighty McGurk                               | Фаулз                                                           |
| 1947      | ф   | Море травы                                            | The Sea of Grass                                | А.Дж. Кейн                                                      |
| 1947      | ф   | Мэйзи под прикрытием                                  | Undercover Maisie                               | Паркер                                                          |
| 1947      | ф   | Маленький мистер Джим                                 | Little Mister Jim                               | полковник Старвелл                                              |
| 1947      | ф   | Синтия                                                | Cynthia                                         | мистер Филипс, директор                                         |
| 1947      | ф   | Возжелай меня                                         | Desire Me                                       | Гектор Мартин                                                   |
| 1947      | ф   | Хорошие новости                                       | Good News                                       | дьякон Грисволд                                                 |
| 1947      | ф   | Высокая стена                                         | High Wall                                       | доктор Стэнли Гриффин                                           |
| 1947      | ф   | Мертон из кино                                        | Merton of the Movies                            | менеджер клуба Гудфеллоу (в титрах не указан)                   |
| 1947      | ф   | Песня Тонкого человека                                | Song of the Thin Man                            | инспектор полиции (в титрах не указан)                          |
| 1947      | кор | Действительно важная персона                          | A Really Important Person                       | ведущий конкурса (в титрах не указан)                           |
| 1948      | ф   | Ответный удар                                         | Fighting Back                                   | Роберт Дж. Хиджби                                               |
| 1948      | кор | Невероятное мошенничество                             | The Fabulous Fraud                              | отец слепой девочки                                             |
| 1948      | ф   | Ради любви к Мэри                                     | For the Love of Mary                            | адмирал Уолтон                                                  |
| 1948      | ф   | Жанна Д'Арк                                           | Joan of Arc                                     | капитан Потон де Сентрай                                        |
| 1948      | кор | Сувениры смерти                                       | Souvenirs of Death                              | гангстер (в титрах не указан)                                   |
| 1949      | ф   | Негодяи из Тумстоуна                                  | Bad Men of Tombstone                            | мистер Джонс                                                    |
| 1949      | ф   | Мы были чужими                                        | We Were Strangers                               | мистер Сеймур                                                   |
| 1949      | ф   | Территория Колорадо                                   | Colorado Territory                              | маршал США                                                      |
| 1949      | ф   | Ураган Слэттери                                       | Slattery's Hurricane                            | доктор Холмс (в титрах не указан)                               |
| 1949      | ф   | Источник                                              | The Fountainhead                                | обвинитель (в титрах не указан)                                 |
| 1950      | ф   | Молния                                                | Chain Lightning                                 | Эд Боствик                                                      |
| 1950      | ф   | Пограничная линия                                     | Borderline                                      | Билл Уиттакер                                                   |
| 1950      | ф   | Проклятые не плачут                                   | The Damned Don't Cry                            | Джим Уайтхэд                                                    |
| 1950      | ф   | В укромном месте                                      | In a Lonely Place                               | Ллойд Барнс                                                     |
| 1950      | ф   | Ракета Икс-Эм                                         | Rocketship X-M                                  | доктор Ральф Флеминг                                            |
| 1950      | ф   | Саутсайд 1-1000                                       | Southside 1-1000                                | Юджин Дин                                                       |
| 1950      | ф   | Короткая трава                                        | Short Grass                                     | Хэл Фентон                                                      |
| 1951      | ф   | Рыжая и ковбой                                        | The Redhead and the Cowboy                      | шериф                                                           |
| 1951      | ф   | Охотники на львов                                     | The Lion Hunters                                | Том Форбс                                                       |
| 1951      | ф   | Красные пески                                         | Along the Great Divide                          | Эд Роден                                                        |
| 1951      | ф   | Сражающаяся Береговая охрана                          | Fighting Coast Guard                            | капитан МВФ                                                     |
| 1951      | ф   | Завтра будет новый день                               | Tomorrow Is Another Day                         | Хью Вагнер                                                      |
| 1951      | ф   | Полёт на Марс                                         | Flight to Mars                                  | Икрон                                                           |
| 1951      | ф   | Мой любимый шпион                                     | My Favorite Spy                                 | генерал Фрейзер                                                 |
| 1951      | с   | Театр от Гильдии Грюен                                | Gruen Guild Playhouse                           | 1 эпизод                                                        |
| 1951      | с   | Шоу Амоса и Энди                                      | The Amos 'n Andy Show                           | 1 эпизод                                                        |
| 1951      | с   | Отряд по борьбе с мошенничеством                      | Racket Squad                                    | 1 эпизод                                                        |
| 1951—1953 | с   | Театр у камина                                        | Fireside Theatre                                | 3 эпизода                                                       |
| 1952      | ф   | Форт Осадж                                            | Fort Osage                                      | Артур Пикетт                                                    |
| 1952      | ф   | Мятеж                                                 | Mutiny                                          | капитан Редфорд                                                 |
| 1952      | ф   | Красная планета Марс                                  | Red Planet Mars                                 | министр обороны Спаркс                                          |
| 1952      | ф   | И теперь завтра                                       | And Now Tomorrow                                |                                                                 |
| 1952      | ф   | Сын Али-Бабы                                          | Son of Ali Baba                                 | Али-баба                                                        |
| 1952      | ф   | Налётчики                                             | The Raiders                                     | Алкейд Томас Эйнсворт                                           |
| 1952      | ф   | Из-за тебя                                            | Because of You                                  | доктор Трэвис                                                   |
| 1952      | ф   | Гайавата                                              | Hiawatha                                        | Ягу                                                             |
| 1952      | ф   | Звезда взойдёт                                        | A Star Shall Rise                               | Король Ирод                                                     |
| 1952      | ф   | Трое в купе С                                         | Three for Bedroom C                             | доброжелатель на станции (в титрах не указан)                   |
| 1952      | с   | Витрина Вашего ювелира                                | Your Jeweler's Showcase                         | 1 эпизод                                                        |
| 1952      | с   | Театр от «Кемпбелл»                                   | Campbell Playhouse                              | 1 эпизод                                                        |
| 1952—1953 | с   | Семейный театр                                        | Family Theatre                                  | 2 эпизода                                                       |
| 1952—1954 | с   | Хопалонг Кэссиди                                      | Hopalong Cassidy                                | 2 эпизода                                                       |
| 1953      | ф   | Человек под прикрытием                                | The Man Behind the Gun                          | Брэм Криган                                                     |
| 1953      | ф   | Форт мести                                            | Fort Vengeance                                  | вождь Кроуфут                                                   |
| 1953      | ф   | Захватчики с Марса                                    | Invaders from Mars                              | полковник Филдинг                                               |
| 1953      | ф   | Арена                                                 | Arena                                           | Баки Хиллберри                                                  |
| 1953      | ф   | Каньон дьявола                                        | Devil's Canyon                                  | шериф                                                           |
| 1953      | ф   | Воздушные коммандос                                   | Sky Commando                                    | генерал У.Р. Комбс                                              |
| 1953      | ф   | Мексиканское преследование                            | Mexican Manhunt                                 | Тип Морган                                                      |
| 1953      | ф   | Медсестра ВВС                                         | Flight Nurse                                    | офицер, ведущий допрос (в титрах не указан)                     |
| 1953      | ф   | Полуночник                                            | The Moonlighter                                 | Александер Принс                                                |
| 1953      | с   | Театр от «Пепси-Колы»                                 | The Pepsi-Cola Playhouse                        | 1 эпизод                                                        |
| 1953      | с   | Городской детектив                                    | City Detective                                  | 1 эпизод                                                        |
| 1953      | с   | Ковбои-джимены                                        | Cowboy G-Men                                    | 3 эпизода                                                       |
| 1953—1955 | с   | Театр звезд от «Шлиц»                                 | Schlitz Playhouse of Stars                      | 7 эпизодов                                                      |
| 1953—1957 | с   | Кавалькада Америки                                    | Cavalcade of America                            | 5 эпизодов                                                      |
| 1954      | ф   | Сарацинский клинок                                    | The Saracen Blade                               |                                                                 |
| 1954      | ф   | Серебряная жила                                       | Silver Lode                                     | Закари Эванс                                                    |
| 1954      | ф   | Апач                                                  | Apache                                          | Доусон                                                          |
| 1954      | ф   | Преступный жеребец                                    | The Outlaw Stallion                             | шериф                                                           |
| 1954      | ф   | Два пистолета и значок                                | Two Guns and a Badge                            | шериф Джексон                                                   |
| 1954      | ф   | Трое молодых техасцев                                 | Three Young Texans                              | Джефф Блейр                                                     |
| 1954      | ф   | Барабаны на другом берегу реки                        | Drums Across the River                          | вождь Урай                                                      |
| 1954      | ф   | Королева скота из Монтаны                             | Cattle Queen of Montana                         | Дж.И. «Папа» Джонс                                              |
| 1954      | ф   | Веракрус                                              | Vera Cruz                                       | генерал Рамирес                                                 |
| 1954      | ф   | Стальная клетка                                       | The Steel Cage                                  | член правления тюрьмы Гарви                                     |
| 1954      | ф   | Юго-западный проход                                   | Southwest Passage                               | доктор Элиас П. Стэнтон                                         |
| 1954      | тф  | Для защиты                                            | For the Defense                                 | обвинитель                                                      |
| 1954      | с   | Телевизионный театр от «Форда»                        | The Ford Television Theatre                     | 2 эпизода                                                       |
| 1954      | с   | Письмо к Лоретте                                      | Letter to Loretta                               | 1 эпизод                                                        |
| 1954      | с   | Одинокий волк                                         | The Lone Wolf                                   | 1 эпизод                                                        |
| 1954—1955 | с   | Большой город                                         | Big Town                                        | командор, 6 эпизодов                                            |
| 1954—1957 | с   | Студия 57                                             | Studio 57                                       | 2 эпизода                                                       |
| 1955      | ф   | Вождь Бешеный Конь                                    | Chief Crazy Horse                               | Красное облако                                                  |
| 1955      | ф   | Вечное море                                           | The Eternal Sea                                 | вице-адмирал Артур Дьюи Страбл                                  |
| 1955      | ф   | Побег из тюрьмы                                       | Crashout                                        | главный надзиратель                                             |
| 1955      | ф   | Таза, сын Кочиза                                      | Taza, Son of Cochise                            | Серый Орёл                                                      |
| 1955      | ф   | Серебряная звезда                                     | The Silver Star                                 | Чарли Чайлдресс                                                 |
| 1955      | ф   | Компаньон Теннесси                                    | Tennessee's Partner                             | судья Паркер                                                    |
| 1955      | ф   | Женщина без мужчин                                    | No Man's Woman                                  | капитан Хостеддер                                               |
| 1955      | ф   | Дуэль на Миссисипи                                    | Duel on the Mississippi                         | мировой судья (в титрах не указан)                              |
| 1955      | ф   | Последняя команда                                     | The Last Command                                | военный губернатор Хуан Брэдбёрн (в титрах не указан)           |
| 1955      | ф   | Пересечь много рек                                    | Many Rivers to Cross                            | мистер Эмметт (в титрах не указан)                              |
| 1955      | с   | Истории века                                          | Stories of the Century                          | 1 эпизод                                                        |
| 1955      | с   | Общественный защитник                                 | Public Defender                                 | 1 эпизод                                                        |
| 1955      | с   | Жизнь и житие Уайатта Эрпа                            | The Life and Legend of Wyatt Earp               | 1 эпизод                                                        |
| 1955      | с   | Театр знаменитостей                                   | Celebrity Playhouse                             | 1 эпизод                                                        |
| 1955      | с   | Солдаты свободы                                       | Soldiers of Fortune                             | 1 эпизод                                                        |
| 1955      | с   | Свистун                                               | The Whistler                                    | 1 эпизод                                                        |
| 1955      | с   | Это великолепная жизнь                                | It's a Great Life                               | 1 эпизод                                                        |
| 1955      | с   | Человек со значком                                    | The Man Behind the Badge                        | 1 эпизод                                                        |
| 1955—1956 | с   | «Ридерс Дайджест» на ТВ                               | TV Reader's Digest                              | 2 эпизода                                                       |
| 1955—1956 | с   | Театр научной фантастики                              | Science Fiction Theatre                         | 4 эпизода                                                       |
| 1955—1956 | с   | Театр четырёх звезд                                   | Four Star Playhouse                             | 3 эпизода                                                       |
| 1955—1958 | с   | Приключения Рин Тин Тина                              | The Adventures of Rin Tin Tin                   | 6 эпизодов                                                      |
| 1956      | ф   | Ярость в Гансайт-пасс                                 | Fury at Gunsight Pass                           | док Филлипс                                                     |
| 1956      | ф   | Когда гангстеры наносят удар                          | When Gangland Strikes                           | Лео Фэнтзлер                                                    |
| 1956      | кор | Вниз по Либерти-роуд                                  | Down Liberty Road                               | Фред Шродер                                                     |
| 1956      | ф   | Земля против летающих тарелок                         | Earth vs. the Flying Saucers                    | бригадный генерал Джон Хэнли                                    |
| 1956      | ф   | Прогулка по гордой земле                              | Walk the Proud Land                             | генерал Уэйд                                                    |
| 1956      | ф   | Смерть негодяя                                        | Death of a Scoundrel                            | капитан Ляфарж, отдел убийств                                   |
| 1956      | ф   | Голый пистолет                                        | Naked Gun                                       | шериф Джим Джексон                                              |
| 1956      | ф   | Куинкэннон, пограничный скаут                         | Quincannon, Frontier Scout                      | полковник Гарри Коновер                                         |
| 1956      | ф   | Отчаянные в городе                                    | The Desperados Are in Town                      | мистер Разерфорд                                                |
| 1956      | с   | Видеотеатр от «Люкс»                                  | Lux Video Theatre                               | 1 эпизод                                                        |
| 1956      | с   | Шоу Джорджа Бернса и Грейси Аллен                     | The George Burns and Gracie Allen Show          | 1 эпизод                                                        |
| 1956      | с   | Касабланка                                            | Casablanca                                      | 1 эпизод                                                        |
| 1956      | с   | Приключения доктора Фу Манчу                          | The Adventures of Dr. Fu Manchu                 | 1 эпизод                                                        |
| 1956      | с   | Ты там                                                | You Are There                                   | 1 эпизод                                                        |
| 1956      | с   | Зал звёзд от «Шеврон»                                 | Chevron Hall of Stars                           | 1 эпизод                                                        |
| 1956—1957 | с   | Телефонное время                                      | Telephone Time                                  | 2 эпизода                                                       |
| 1956—1958 | с   | Кульминация                                           | Climax!                                         | 5 эпизодов                                                      |
| 1956—1961 | с   | Шайенн                                                | Cheyenne                                        | 4 эпизода                                                       |
| 1957      | ф   | Перекрёстки ада                                       | Hell's Crossroads                               | Уилер                                                           |
| 1957      | ф   | Начало конца                                          | Beginning of the End                            | генерал Джон Хансон                                             |
| 1957      | ф   | Дранго                                                | Drango                                          | Генри Колдер                                                    |
| 1957      | ф   | Любовь в жизни Омара Хайамы                           | Omar Khayyam                                    | имам Новаффак                                                   |
| 1957      | ф   | Кронос                                                | Kronos                                          | доктор Альберт Стерн                                            |
| 1957      | ф   | Зомби Мора Тау                                        | Zombies of Mora Tau                             | доктор Джонатан Эггерт                                          |
| 1957      | ф   | Гигантский коготь                                     | The Giant Claw                                  | генерал-лейтенант Эдвард Консидайн                              |
| 1957      | с   | Театр «Дженерал Электрик»                             | General Electric Theater                        | 1 эпизод                                                        |
| 1957      | с   | Миллионер                                             | The Millionaire                                 | 1 эпизод                                                        |
| 1957      | с   | Истории о техасских рейнджерах                        | Tales of the Texas Rangers                      | 1 эпизод                                                        |
| 1957      | с   | Час «Двадцатого века-Фокс»                            | The 20th Century-Fox Hour                       | 1 эпизод                                                        |
| 1957      | с   | Вест-Пойнт                                            | West Point                                      | 1 эпизод                                                        |
| 1957      | с   | Сапоги и сёдла                                        | Boots and Saddles                               | 1 эпизод                                                        |
| 1957      | с   | Тихая служба                                          | The Silent Service                              | 1 эпизод                                                        |
| 1957      | с   | Официальный детектив                                  | Official Detective                              | 1 эпизод                                                        |
| 1957      | с   | Команда М                                             | M Squad                                         | капитан полиции Дин, 4 эпизода                                  |
| 1957      | с   | Тонкий человек                                        | The Thin Man                                    | 1 эпизод                                                        |
| 1957      | с   | Вертолёты                                             | Whirlybirds                                     | 1 эпизод                                                        |
| 1957      | с   | Серое привидение                                      | The Gray Ghost                                  | 1 эпизод                                                        |
| 1957      | с   | Приключения Дэвида Боуи                               | The Adventures of Jim Bowie                     | 1 эпизод                                                        |
| 1957      | с   | Театр О. Генри                                        | The O. Henry Playhouse                          | 1 эпизод                                                        |
| 1957      | с   | В суде                                                | On Trial                                        | 2 эпизода                                                       |
| 1957      | с   | Шериф Кочиза                                          | The Sheriff of Cochise                          | 1 эпизод                                                        |
| 1957      | с   | Телеграфная служба                                    | Wire Service                                    | 2 эпизода                                                       |
| 1957      | с   | Истории бенгальских уланов                            | Tales of the 77th Bengal Lancers                | 1 эпизод                                                        |
| 1957—1959 | с   | Территория Тумстоуна                                  | Tombstone Territory                             | 2 эпизода                                                       |
| 1957—1959 | с   | Шугарфут                                              | Sugarfoot                                       | 2 эпизода                                                       |
| 1957—1961 | с   | Истории Уэллс-Фарго                                   | Tales of Wells Fargo                            | 2 эпизода                                                       |
| 1957—1962 | с   | Маверик                                               | Maverick                                        | 2 эпизода                                                       |
| 1957—1964 | с   | Перри Мейсон                                          | Perry Mason                                     | судья, 22 эпизода                                               |
| 1958      | ф   | Наполовину человек. История отвратительного снеговика | Half Human: The Story of the Abominable Snowman | доктор Карл Джордан                                             |
| 1958      | ф   | Молодой и неудержимый                                 | Young and Wild                                  | капитан полиции Иган                                            |
| 1958      | ф   | Как создать монстра                                   | How to Make a Monster                           | капитан полиции Хэнкок                                          |
| 1958      | ф   | Страна негодяя                                        | Badman's Country                                | мэр Коулман                                                     |
| 1958      | ф   | Сумерки богов                                         | Twilight for the Gods                           | морской капитан                                                 |
| 1958      | ф   | Сага о Хемпе Брауне                                   | The Saga of Hemp Brown                          | Бо Слаутер                                                      |
| 1958      | ф   | Приграничное оружие                                   | Frontier Gun                                    | Эндрю Бартон                                                    |
| 1958      | ф   | Гигант из неизвестности                               | Giant from the Unknown                          | доктор Фредерик Кливленд                                        |
| 1958      | ф   | Сила воскрешения                                      | The Power of the Resurrection                   | Аннас                                                           |
| 1958      | ф   | С Земли на Луну                                       | From the Earth to the Moon                      | президент Улисс С. Грант (в титрах не указан)                   |
| 1958      | ф   | Бойня на Тараве                                       | Tarawa Beachhead                                | начальник штаба, Пёрл-Харбор (в титрах не указан)               |
| 1958      | с   | Первая студия                                         | Studio One                                      | 1 эпизод                                                        |
| 1958      | с   | Есть оружие – будут путешествия                       | Have Gun - Will Travel                          | 1 эпизод                                                        |
| 1958      | с   | Караван повозок                                       | Wagon Train                                     | 1 эпизод                                                        |
| 1958      | с   | Театр от «Алкоа»                                      | Alcoa Theatre                                   | 1 эпизод                                                        |
| 1958      | с   | Морская охота                                         | Sea Hunt                                        | 1 эпизод                                                        |
| 1958      | с   | Мишень                                                | Target                                          | 1 эпизод                                                        |
| 1958      | с   | Завеса                                                | The Veil                                        | 1 эпизод                                                        |
| 1958—1959 | с   | Рейдеры Маккензи                                      | Mackenzie's Raiders                             | 2 эпизода                                                       |
| 1958—1961 | с   | Бронко                                                | Bronco                                          | 5 эпизодов                                                      |
| 1959      | с   | Северо-западный проход                                | Northwest Passage                               | 1 эпизод                                                        |
| 1959      | с   | Дни в долине смерти                                   | Death Valley Days                               | 2 эпизода                                                       |
| 1959      | с   | Представитель закона                                  | Lawman                                          | 1 эпизод                                                        |
| 1959      | с   | Бэт Мастерсон                                         | Lawman                                          | 1 эпизод                                                        |
| 1959      | с   | Маркэм                                                | Markham                                         | 1 эпизод                                                        |
| 1959      | с   | Речная лодка                                          | Riverboat                                       | 1 эпизод                                                        |
| 1959      | с   | Маршал США                                            | U.S. Marshal                                    | 1 эпизод                                                        |
| 1959      | с   | Юнион Пасифик                                         | Union Pacific                                   | 1 эпизод                                                        |
| 1959      | с   | Приграничный доктор                                   | Frontier Doctor                                 | 1 эпизод                                                        |
| 1959      | с   | Город Симаррон                                        | Cimarron City                                   | 1 эпизод                                                        |
| 1959      | с   | 26 мужчин                                             | 26 Men                                          | 1 эпизод                                                        |
| 1959—1961 | с   | Шоу Рэда Скелтона                                     | The Red Skelton Show                            | 3 эпизода                                                       |
| 1959—1961 | с   | Стрелок                                               | The Rifleman                                    | 2 эпизода                                                       |
| 1959—1961 | с   | Сыромятная плеть                                      | Rawhide                                         | 2 эпизода                                                       |
| 1960      | с   | Техасец                                               | The Texan                                       | 1 эпизод                                                        |
| 1960      | с   | Деннис-мучитель                                       | Dennis the Menace                               | 1 эпизод                                                        |
| 1960      | с   | Дымок из ствола                                       | Gunsmoke                                        | 1 эпизод                                                        |
| 1960      | с   | Человек из Чёрного орла                               | The Man from Blackhawk                          | 1 эпизод                                                        |
| 1961      | ф   | Самый опасный человек на свете                        | Most Dangerous Man Alive                        | капитан Дейвис                                                  |
| 1961      | ф   | Маленький пастырь Кингдом Кам                         | The Little Shepherd of Kingdom Come             | генерал Лью Уоллес (в титрах не указан)                         |
| 1961      | с   | Шоу Барбары Стэнвик                                   | The Barbara Stanwyck Show                       | 1 эпизод                                                        |
| 1962      | ф   | Лондонский Тауэр                                      | Tower of London                                 | архиепископ (в титрах не указан)                                |
| 1962      | с   | Бонанза                                               | Bonanza                                         | 1 эпизод                                                        |
| 1963      | ф   | Человек с рентгеновскими глазами                      | X                                               | мистер Боухэд (в титрах не указан)                              |
| 1964      | с   | Театр саспенса от «Крафт»                             | Kraft Suspense Theatre                          | 1 эпизод                                                        |
| 1964      | с   | Дестри                                                | Destry                                          | 1 эпизод                                                        |
| 1965      | ф   | Дьявольские стрелки                                   | Guns of Diablo                                  | Рэй Маклин                                                      |